# Edward Shortland
Edward Shortland, M.A., M.R.C.P. (* 1812 in Courtlands bei Plymouth, England; † 1. Juli 1893 in Plympton, heute ein Stadtteil von Plymouth) war ein englischgebürtiger Mediziner und neuseeländischer Linguist.

## Leben
Edward Shortland wurde im Jahr 1812 als dritter Sohn des Kapitäns Thomas George Shortland und seiner Frau Elizabeth Tonkin in Courtlands nahe Plymouth im Süden von England geboren und am 19. Mai 1812 in Charles in der Grafschaft Devon getauft. Seine Schulbildung erhielt Shortland an der Grammar School in Exeter und danach am Harrow College und Pembroke College in Cambridge, wo er zuletzt im Jahr 1835 mit einem Bachelor of Arts und im Jahr 1839 mit einem Master of Arts abschloss. Anschließend studierte er Medizin an dem Royal College of Physicians in London.
Auf Einladung seines ältesten Bruders Willoughby Shortland, der den damals stellvertretender Gouverneur von Neuseeland, William Hobson, begleitete, folgte Edward Shortland seinem Bruder und erreichte das damals noch als Kolonie ausgewiesene Land im März 1841. Nur drei Monate später, am 25. Juni 1841, bekam Shortland die Stelle des Privatsekretärs des Gouverneurs in Auckland. Im April 1842 reiste Shortland, den Gouverneur begleitend, durch die Region Waikato und kam so zu seinen ersten längeren Kontakten zu den Māori. In nur 28 Tagen erwarb er ein tiefes Verständnis für die Stammespolitik der Einheimischen und lernte so auch Pōtatau Te Wherowhero vom Stamm der Ngāti Mahuta kennen, einem einflussreichen Stammesführer der Māori.
Im Juli begleitete Shortland George Clarke auf seiner Reise in das Gebiet um Thames, in dem ein Konflikt zwischen dem Stammesführer Taraia Ngakuti Te Tumuhuia und der Vertreter der britischen Krone schwelte. Nach Auckland zurück übernahm der die Position eines Polizeirichters und Beschützer der Māori für den östlichen Distrikt, in dem rund 25.000 Māori lebten und tief-gehender Streit zwischen Māori und zwischen Māori und Pākehā geschlichtet werden musste. Am 11. Juli 1843 erhielt Shortland dann den Auftrag, als Dolmetscher Colonel E. L. Godfrey auf die Südinsel zu begleiten, wo Landansprüche geregelt werden mussten. Auf dem Weg traf er den Māori-Anführer Te Rauparaha um seine Version und Sicht zu dem Gewaltausbruch zu hören und zu dokumentieren, der in die Geschichte als Wairau-Tumult einging. Shortland bereiste die Südinsel, sammelte wertvolle Erfahrungen im Schlichten von Disputen, kehrte zurück nach Wellington und Auckland und sah sich der Kürzung seines Gehaltes von 150 Pfund auf 90 Pfund konfrontiert und nahm widerwillig die Degradierung und die Abordnung nach Wellington im April 1845, wo er eine untergeordnete Stelle bekam. Zu einer Vermittlung in einer kriegerischen Auseinandersetzung wurde er schließlich wieder nach Auckland beordert und wurde im Januar 1846 für seine Verdienste mit einer Kriegs-Medaille ausgezeichnet. Kurze Zeit später entschied er für sich, nach England zurückzukehren.
Auf seiner Rückreise bereiste er in den Jahren 1846 bis 1850 den europäischen Kontinent, ging 1851 zurück nach England und fand dort zunächst wieder eine Arbeit als Arzt. 1860 wurde er zum Mitglied des Royal College of Physicians (M.R.C.P.) ernannt. 1862 reiste Shortland dann noch einmal zurück nach Neuseeland, um Gouverneur George Edward Grey bei der Umsetzung eines neuen Plans für die Verwaltung von Māori-Angelegenheiten zu unterstützen. Shortland bekam am 14. August 1863 den Posten des Sekretärs für Māori-Angelegenheiten, füllte die Stelle aber nur kurz aus. 1865 reiste er zurück nach England und hielt sich dann mit seiner Familie für drei Jahre in Italien auf.
1869 ging er ein weiteres Mal zurück nach Neuseeland und versuchte die Verfahren zur Landübertragung, in denen es immer wieder Konflikte gab, zu vereinfachen und zu verbessern. Er scheiterte, blieb aber im Land. Im Februar 1873 gewann Shortland 30 Pfund in einem Wettbewerb für den Entwurf von Verbesserungen an dem Albert Barracks Reserve in Auckland, einer Kasernenanlage. Verärgerte Konkurrenten und ihre Unterstützer behaupteten anschließend, er habe Einfluss auf die Richter genommen, was ausführlich in der Presse von Auckland behandelt wurde. Shortland erhielt schließlich den Preis und kehrte Juni desselben Jahres zurück nach England.
1880 reiste er ein letztes Mal nach Neuseeland, lebte im Stadtteil Parnell in Auckland, veröffentlichte 1882 und 1883 seine beiden letzten Werke und ging im Oktober 1889 für immer zurück nach England.
Edward Shortland verstarb am 1. Juli 1893 in Plympton, nahe Plymouth.

## Familie
1851 heiratete er seine in Palermo in Italien geborene Frau Eugenia Maria Francisca Basilica Ilardi. Aus der Ehe gingen elf Kinder hervor, vier Söhne und sieben Töchter.

## Werke
- 1851 – The Southern Districts of New Zealand. A Journal, with Passing Notices of the Customs of the Aborigines. Longmans, Brown, Green, & Longmans, London 1851 (englisch).[2]
- 1854 – Traditions and Superstitions of the New Zealanders. with Illustration or Their Manners and Custom. 2. Auflage. Longman, Brown, Green, Longmans & Roberts, London 1856 (englisch, Online [abgerufen am 31. Mai 2020] 2018 von Forgotten Books neu herausgegeben ISBN 978-1-333-86657-0).[2]
- 1868 – A short Sketch of the Maori Races. In: James Hector (Hrsg.): Transactions and Proceedings of the New Zealand Institute. Volume 1. Wellington 1868 (englisch, Online [PDF; 738 kB; abgerufen am 31. Mai 2020]).
- 1882 – Maori, Religion and Mythology. Illustrated by Translations of Traditions, KARAKIA, &c. to which are added Notes on Maori Tenure of Land. Longmans, Green and Co. / Upton & Co., London; Auckland 1882 (englisch).[2]
- 1883 – How to learn Maori, a short treatise on the structure and idiom of the language. Upton & Company, Auckland 1883 (englisch).